# Frühjahrsblüher

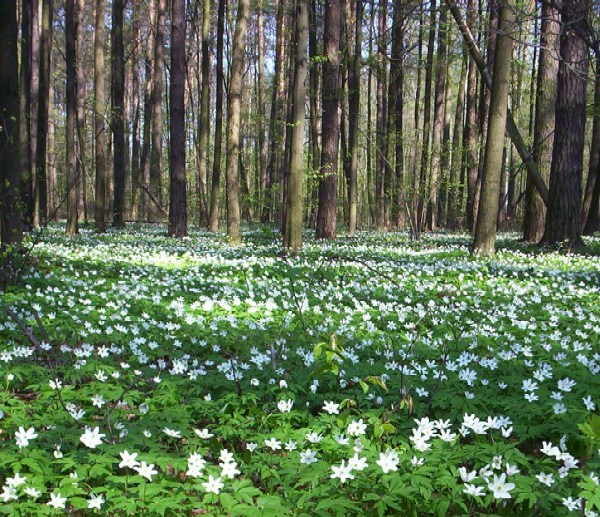
Buschwindröschen-Blühaspekt in einem Laubwald bei Radziejowice in Polen

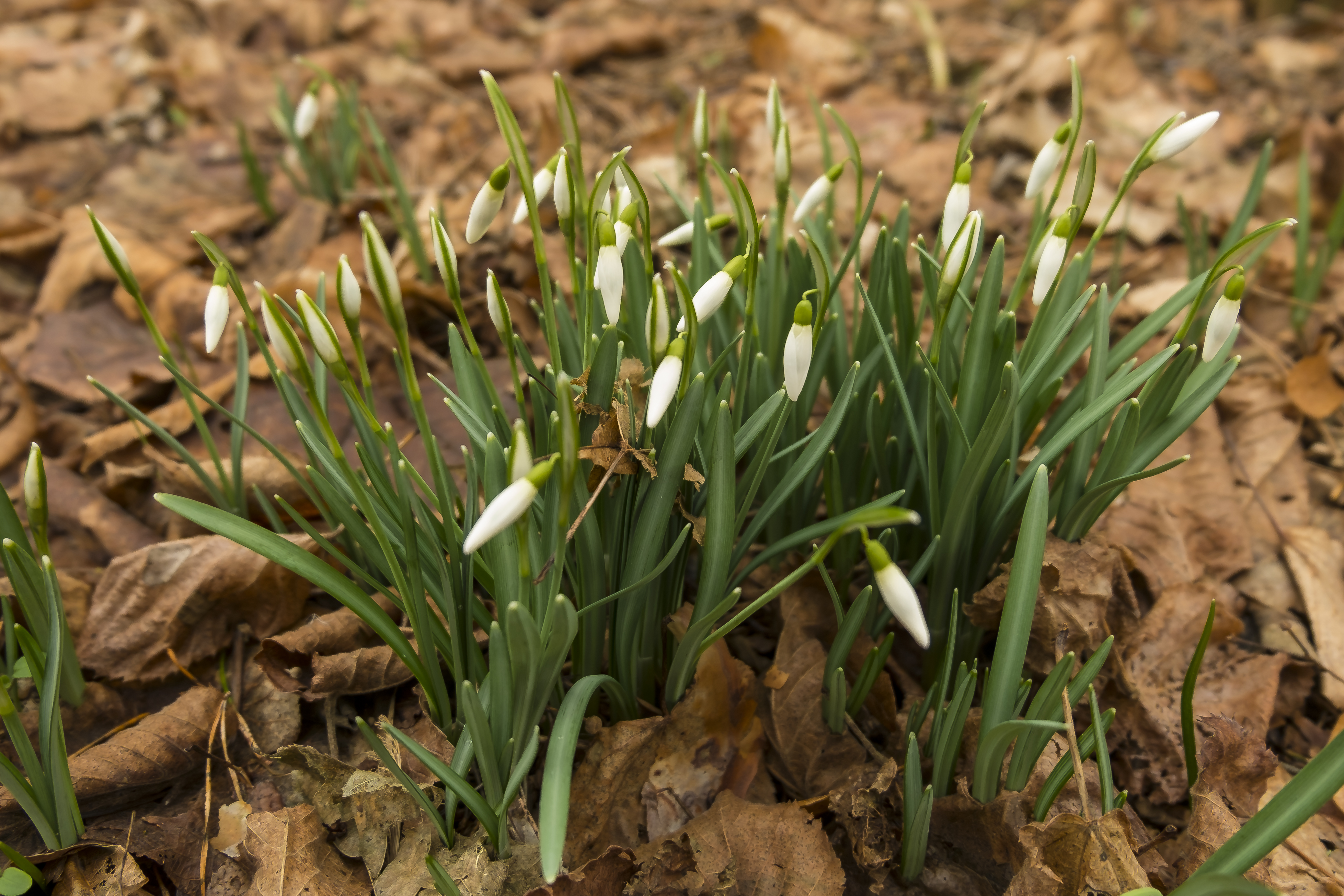
Schneeglöckchen, Galanthus

Frühblüher oder Frühjahrswaldpflanzen oder Frühlingsgeophyten sind Pflanzen insbesondere in Laubwäldern, die frühzeitig im Jahr blühen und ihr Laub bilden. Sie profitieren im Frühjahr von der Lichteinstrahlung und Wärme direkt über dem Boden, die vor dem „Kronenschluss“ der Bäume noch hoch ist. Mit dem Laubaustrieb der Bäume und Sträucher beenden sie ihr oberirdisches Inerscheinungtreten: Sie „ziehen ein“, wie Gärtner sagen. Frühblüher haben besondere Speicherorgane, aus denen sie die Energie beziehen, die zu dem frühen Blütezeitpunkt nicht produziert werden kann. In den Speicherorganen (Zwiebeln, Pflanzenknollen, Rhizome) finden sich die Vorräte in Form von Reservestoffen wie Stärke. Denn so zeitig im Frühjahr reicht die Fotosyntheseleistung nicht aus, um genug Energie für die Ausbildung von Blütentrieben zu liefern. Es handelt sich also um eine Anpassung an die Periodik der sommergrünen Wälder der gemäßigten Klimazone.
Man unterscheidet drei verschiedene Typen von Frühblühern: Geophyten, Hemikryptophyten, Chamaephyten.
Bei diesen mehrjährigen Pflanzen sterben die oberirdischen Pflanzenteile bereits im Sommer oder zum Winter hin ab. Sie überdauern die für sie langen ungünstigen Jahreszeiten verborgen unter der Erdoberfläche, in Form von Knospen tragenden Zwiebeln, Knollen, Rhizomen oder Wurzelstöcken.
Die Frühblüher besitzen verschiedene Anpassungen zur Überwinterung, z. B. Schleimstoffe als Frostschutzmittel wie die Narzissen. Andere Blüten – wie die der im engeren Sinne nicht zu den Frühblühern gehörenden Schneeglöckchen – haben Salze eingelagert, um sich vor besonders tiefen Temperaturen zu schützen. Bei diesen Pflanzen ist in der frühen Blütezeit eine Anpassung an die kurze Vegetationszeit in montanen Lagen zu sehen.
Ebenfalls von den Frühblühern im oben genannten Sinne zu unterscheiden sind Pflanzen, die sich an sommertrockene Standorte angepasst haben wie zum Beispiel Narzissen und Tulpen. Die frühe Blütezeit ergibt sich aus der Notwendigkeit, zwischen Winterkälte und Trockenzeit im Sommer zur Frucht- und Samenbildung zu kommen. Hier ist das typische Speicherorgan die Zwiebel, die ihrerseits wieder besondere Schutzmechanismen entwickelt. Der scharfe Geschmack oder gar die Giftigkeit wirkt als Fraßschutz. Das ist notwendig, weil diese Speicherorgane in der Vegetationspause besonders verlockende Nahrungsquellen sind. Die frühesten Frühjahrsblüher, die in deutschen Gärten zu finden sind, sind Winterling und Schneeglöckchen, die im Februar zu blühen beginnen, gefolgt von Krokussen, Zweiblättrigem Blaustern, Netzblatt-Schwertlilie und Narzissen-Wildarten.
Die folgende tabellarische Zusammenstellung von ca. 60 frühblühenden Stauden (wildwachsend oder in Kultur) gibt neben Namen und Abbildung auch den frühestmöglichen Beginn der Blüte an und kann ggf. nach den einzelnen Kriterien sortiert werden.
| Wiss. Name                                  | Namenszusatz              | Trivialname                     | Blütenfarbe    | Frühester Blüte- monat | Bild |
| ------------------------------------------- | ------------------------- | ------------------------------- | -------------- | ---------------------- | ---- |
| Adonis amurensis                            | Amur-                     | Adonisröschen                   | Gelb           | 2                      |      |
| Adonis vernalis                             | Frühlings-                | Adonisröschen                   | Gelb           | 4                      |      |
| Allium ursinum                              |                           | Bärlauch                        | Weiß           | 3                      |      |
| Anemone blanda Anemone apennina             | Strahlen Balkan Reizendes | Anemone Windröschen Blue Shades | Blau           | 3                      |      |
| Anemone ranunculoides                       | Gelbes                    | Windröschen                     | Gelb           | 3                      |      |
| Anemone nemorosa                            | Busch-                    | Windröschen                     | Weiß           | 3                      |      |
| Bellis perennis                             |                           | Gänseblümchen                   | Weiß           | 3                      |      |
| Cardamine enneaphyllos                      | Quirlblättrige            | Zahnwurz                        | Gelb           | 3                      |      |
| Chrysosplenium alternifolium                | Wechselblättriges         | Milzkraut                       | Gelb           | 3                      |      |
| Colchicum bulbocodium                       |                           | Frühlingslichtblume             | Rot            | 2                      |      |
| Corydalis solida                            | Finger-                   | Lerchensporn                    | Rot            | 3                      |      |
| Corydalis cava                              | Hohler                    | Lerchensporn                    | Rot            | 3                      |      |
| Crocus flavus                               | Gold-                     | Krokus                          | Gelb           | 2                      |      |
| Crocus tommasinianus                        | Elfen-                    | Krokus                          | Violett        | 2                      |      |
| Crocus vernus                               | Frühlings-                | Krokus                          | Violett        | 2                      |      |
| Cyclamen coum                               | Vorfrühlings-             | Alpenveilchen                   | Rot            | 1                      |      |
| Daphne mezereum                             | Echter                    | Seidelbast                      | Rot            | 3                      |      |
| Eranthis hyemalis                           |                           | Winterling                      | Gelb           | 1                      |      |
| Erythronium dens-canis                      | Hunds-                    | Zahnlilie                       | Rot            | 3                      |      |
| Fritillaria imperialis                      |                           | Kaiserkrone                     | Rot            | 4                      |      |
| Fritillaria meleagris                       |                           | Schachbrettblume                | Rot            | 4                      |      |
| Fritillaria uva-vulpis                      | Fuchstrauben-             | Fritillarie                     | Gelb           | 4                      |      |
| Gagea lutea                                 | Wald-                     | Goldstern                       | Gelb           | 3                      |      |
| Gagea villosa                               | Acker-                    | Goldstern                       | Gelb           | 3                      |      |
| Galanthus elwesii                           | Elwes-                    | Schneeglöckchen                 | Weiß           | 1                      |      |
| Galanthus nivalis                           | Kleines                   | Schneeglöckchen                 | Weiß           | 1                      |      |
| Galanthus plicatus                          | Clusius-                  | Schneeglöckchen                 | Weiß           | 1                      |      |
| Galanthus woronowii                         | Woronow-                  | Schneeglöckchen                 | Weiß           | 1                      |      |
| Helleborus argutifolius                     | Korsische                 | Nieswurz                        | Grün           | 1                      |      |
| Helleborus foetidus                         | Übelriechende             | Nieswurz                        | Grün           | 1                      |      |
| Helleborus niger                            |                           | Christrose                      | Weiß           | 1                      |      |
| Helleborus orientalis                       | Frühlings-                | Nieswurz                        | Weiß           | 2                      |      |
| Hepatica nobilis                            | Gewöhnliches              | Leberblümchen                   | Violett        | 3                      |      |
| Hepatica transsilvanica                     | Siebenbürger              | Leberblümchen                   | Violett        | 3                      |      |
| Hyacinthus orientalis                       | Garten-                   | Hyazinthe                       | Violett        | 3                      |      |
| Iris pumila                                 | Zwerg-                    | Schwertlilie                    | Blau           | 3                      |      |
| Iris reticulata                             | Netzblatt-                | Schwertlilie                    | Blau           | 3                      |      |
| Lathraea squamaria                          |                           | Schuppenwurz                    | Rot            | 3                      |      |
| Leucojum aestivum                           | Sommer-                   | Knotenblume                     | Weiß           | 4                      |      |
| Leucojum vernum                             | Frühlings-                | Knotenblume, Märzenbecher       | Weiß           | 2                      |      |
| Muscari armeniacum                          | Armenische                | Traubenhyazinthe                | Blau           | 4                      |      |
| Narcissus poeticus                          | Dichter-                  | Narzisse                        | Weiß           | 4                      |      |
| Narcissus pseudonarcissus                   |                           | Osterglocke                     | Gelb           | 3                      |      |
| Paeonia daurica subsp. mlokosewitschi       | Gelbe                     | Pfingstrose                     | Gelb           | 4                      |      |
| Paeonia tenuifolia                          | Feinblättrige             | Pfingstrose                     | Rot            | 4                      |      |
| Petasites hybridus                          |                           | Pestwurz                        | Rot            | 3                      |      |
| Primula elatior                             | Wald-                     | Schlüsselblume                  | Gelb           | 3                      |      |
| Primula veris                               | Wiesen-                   | Schlüsselblume                  | Gelb           | 3                      |      |
| Primula vulgaris                            | Stängellose               | Primel                          | Gelb           | 3                      |      |
| Pulmonaria officinalis                      |                           | Lungenkraut                     | Rot            | 3                      |      |
| Pulsatilla alpina                           | Alpen-                    | Kuhschelle                      | Weiß           | 4                      |      |
| Pulsatilla vulgaris                         | Gewöhnliche               | Kuhschelle                      | Violett        | 4                      |      |
| Puschkinia scilloides Puschkinia libanotica |                           | Puschkinie Zwerghyazinthe       | Weiß           | 3                      |      |
| Ranunculus ficaria                          |                           | Scharbockskraut                 | Gelb           | 3                      |      |
| Scilla bifolia                              | Zweiblättriger            | Blaustern                       | Blau           | 3                      |      |
| Scilla forbesii Chionodoxa forbesii         | Große Blauer              | Sternhyazinthe Schneeglanz      | Blau - Violett | 3                      |      |
| Scilla mischtschenkoana                     | Persischer                | Blaustern                       | Blau           | 3                      |      |
| Scilla sibirica                             | Sibirischer               | Blaustern Blausternchen         | Blau           | 3                      |      |
| Soldanella alpina                           |                           | Alpenglöckchen                  | Rot            | 3                      |      |
| Tulipa kaufmanniana                         | Seerosen-                 | Tulpe                           | Gelb           | 3                      |      |
| Tulipa sylvestris                           | Weinbergs-                | Tulpe                           | Gelb           | 4                      |      |
| Tulipa turkestanica                         | Turkestanische            | Tulpe                           | Gelb           | 3                      |      |
| Tussilago farfara                           |                           | Huflattich                      | Gelb           | 3                      |      |
| Viola odorata                               | Duft-                     | Veilchen                        | Blau           | 3                      |      |